# Mycetia listeri
Mycetia listeri là một loài thực vật có hoa trong họ Thiến thảo. Loài này được Deb mô tả khoa học đầu tiên năm 1966.